# Úžasný svět dinosaurů
Úžasný svět dinosaurů je populárně naučná kniha, jejímž hlavním tématem je nový pohled na tzv. neptačí dinosaury – známé druhohorní plazy, vyhynulé na konci křídy před asi 66 miliony let. Autorem knihy je popularizátor paleontologie Vladimír Socha, jde o jeho první vydanou knihu. Ilustrátorem knihy je Jan Pížl (autorův bývalý spolužák z vysoké školy), titulní ilustrace je pak dílem mexického ilustrátora Luise V. Reye.

## Obsah knihy

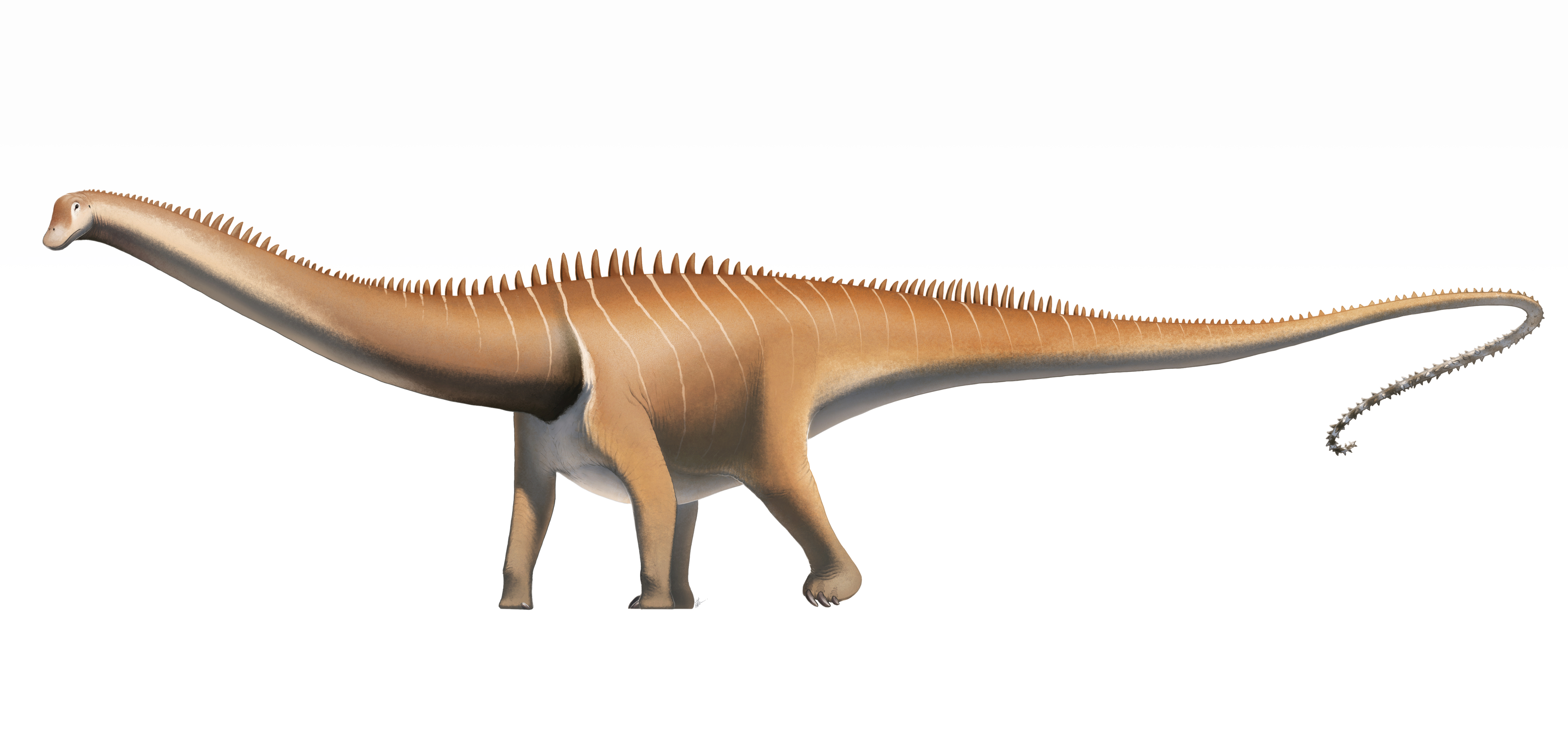
Diplodocus carnegii - jeden z dinosaurů, o nichž je v knize pojednáno.

Kniha si všímá zejména novinek a zajímavostí, spojených s touto skupinou obratlovců. Text pojednává například o tom, kteří dinosauři byli nejinteligentnější, největší, nejmenší nebo třeba nejrychlejší. Zabývá se také možnostmi klonování pravěkých tvorů, záhadou jejich vyhynutí, jejich možným přežitím do starších třetihor apod. Rozebírá také největší omyly spojené běžně s dinosaury a například i vědecké chyby, kterých se dopustili filmaři ve snímku Jurský park. Kniha je doplněna celkem 65 černobílými ilustracemi a barevnou přílohou s fotografiemi.

## Vydání
Kniha vyšla roku 2009. Druhé (doplněné a aktualizované) vydání knihy bylo publikováno roku 2012. Ilustrace tentokrát vyhotovil Lubomír Kupčík.